# Anja Jaenicke

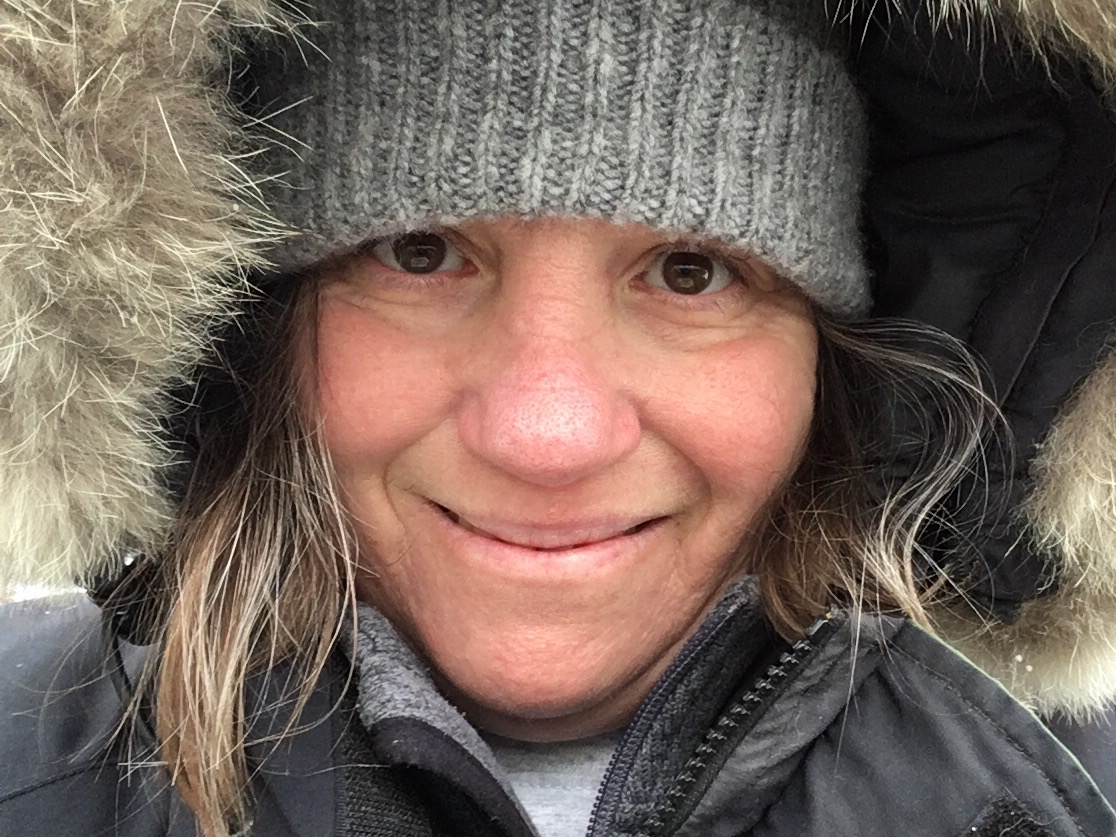
Anja Jaenicke, 2017

Anja Jaenicke (* 9. Oktober 1963 in Berlin) ist eine deutsche Schauspielerin und Autorin.

## Leben
Anja Jaenicke ist die Tochter der Schauspielerin Käte Jaenicke, mit der sie auch gemeinsam vor der Kamera stand (im Film Abschied in Berlin, Regie: Antonio Skármeta) und des Schriftstellers Aras Ören.
Sie gab 1977 mit der Hauptrolle in Heimkind ihr Filmdebüt und spielte seither in zahlreichen Film- und Fernsehproduktionen. Für ihre Rolle in Percy Adlons Film Die Schaukel erhielt sie 1983 den Bayerischen Filmpreis als beste Nachwuchsschauspielerin und für die Fernsehserie Mensch Bachmann den Bambi. Sie spielte in einigen Tatort-Folgen und Fernsehserien (unter anderem Der Alte und Derrick, sowie in der Serie Diese Drombuschs) mit.
Im Jahr 2011 veröffentlichte sie einen Roman auf der CreateSpace Independent Publishing Platform mit dem Titel Das Spiegelbild des Seins.

## Filmografie (Auswahl)
- 1974: Was sagst Du dazu? (Fernsehserie, Folge: Warum ist Britta so super?)
- 1975: Was sagst Du dazu? (Fernsehserie, Folge: Das Heimkind)
- 1979: David
- 1980: Tatort – Herzjagd
- 1981: Ein Stück Himmel
- 1982: Moritzgeschichten
- 1982: Tatort – Das Mädchen auf der Treppe
- 1983: Die Schaukel
- 1983: Die Krimistunde (Fernsehserie, 1 Folge)
- 1983: Hanna von acht bis acht
- 1983: Landluft (Fernsehserie, 6 Folgen)
- 1983: Alles aus Liebe (Fernsehserie, 1 Folge)
- 1984: Die Försterbuben
- 1984: Derrick – Das Mädchen in Jeans
- 1985: Der Alte – Von Mord war nicht die Rede
- 1984: Mensch Bachmann (Fernsehserie, 6 Folgen)
- 1985: Derrick – Raskos Kinder
- 1985: Der Alte – Die Tote in der Sauna
- 1985: Abschied in Berlin
- 1985: Ein Mann macht klar Schiff (Fernsehserie, 1 Folge)
- 1985: Die Unbekannten im eigenen Haus
- 1985: Die Küken kommen
- 1985: Abschied in Berlin
- 1986: Wahnfried
- 1986: Tatort – Die kleine Kanaille
- 1986: Der Alte – Gigolo ist tot
- 1986–1992: SOKO 5113 (Fernsehserie, 2 Folgen)
- 1987: Otto – Der neue Film
- 1987: Der Alte – Alibi: Mozart …
- 1988: Der Alte – Der Freispruch
- 1988: Praxis Bülowbogen (Fernsehserie, 2 Folgen)
- 1989: Ein Geschenk des Himmels
- 1990: Hotel Paradies (Fernsehserie, 9 Folgen)
- 1990–1994: Diese Drombuschs (Fernsehserie, 18 Folgen)
- 1991: Weißblaue Geschichten – Der Kakadu
- 1991: Der Fahnder – Tauschgeschäfte
- 1991: Löwengrube – Sommerfrische – Sommer 1939
- 1992: Mit Leib und Seele (Fernsehserie, 1 Folge)
- 1993: Marienhof (Fernsehserie, 1 Folge)
- 1994: Tatort – Der Rastplatzmörder
- 1997: Röpers letzter Tag
- 2015: Der Lappen (Dramaturgin; Kurzfilm)
- 2016: Das Spiegelbild des Seins (Regie; Buch; Darstellerin; Kurzfilm)
- 2016: Der Poet (Regie; Kurzfilm)

## Theater
- 1980: Die lustigen Weiber von Windsor; Rolle: Robin/Anne; Regie: Benno Hoffmann (Berlin)
- 1982: Stella; Rolle Lucy; Regie: Michael Degen (München)
- 1986: Das Mädchen am Ende der Straße; Rolle: Ryan; Regie: Theodor Grädler (Deutschland)

## Auszeichnungen
- 1983 – Bayerischer Filmpreis als beste Nachwuchsschauspielerin für ihre Rolle als Annette Lautenschlag (Annette Kolb) in Percy Adlons Die Schaukel
- 1984 – Bambi-Verleihung 1984
- 1985 – Deutscher Darstellerpreis „Chaplin-Schuh“ des Bundesverbandes deutscher Film- und Fernsehregisseure e. V. als beste Nachwuchsschauspielerin
- 2018 – Visionary of the Year Award (Vereinigte Staaten) - Auszeichnung für Sophia / Das Spiegelbild des Seins
- 2021 – Genius of the Year Award/WGD (Australien) - Auszeichnung